# Yannick Vandeput
Yannick Vandeput (Hasselt, 16 december 1994) is een Belgische zwemmer en paralympiër.

## Palmares

### Paralympische Spelen
- 2016: 200m vrije slag S14, 13de
- 2016: 100m rugslag S14, 9de
- 2012: 100m rugslag S14, 15de
- 2012: 100m schoolslag S14, 15de
- 2012: 200m vrije slag S14, 13de

### Wereldkampioenschap
- 2015: 100m rugslag S14, 15de
- 2017: 100m rugslag S14, 3de

### Europees Kampioenschap
- 2016: 100m rugslag S14, 4de
- 2016: 200m vrije slag S14, 5de
- 2014: 200m wisselslag S14, 5de
- 2014: 200m vrije slag S14, 5de